# Sensenhammer Gasen

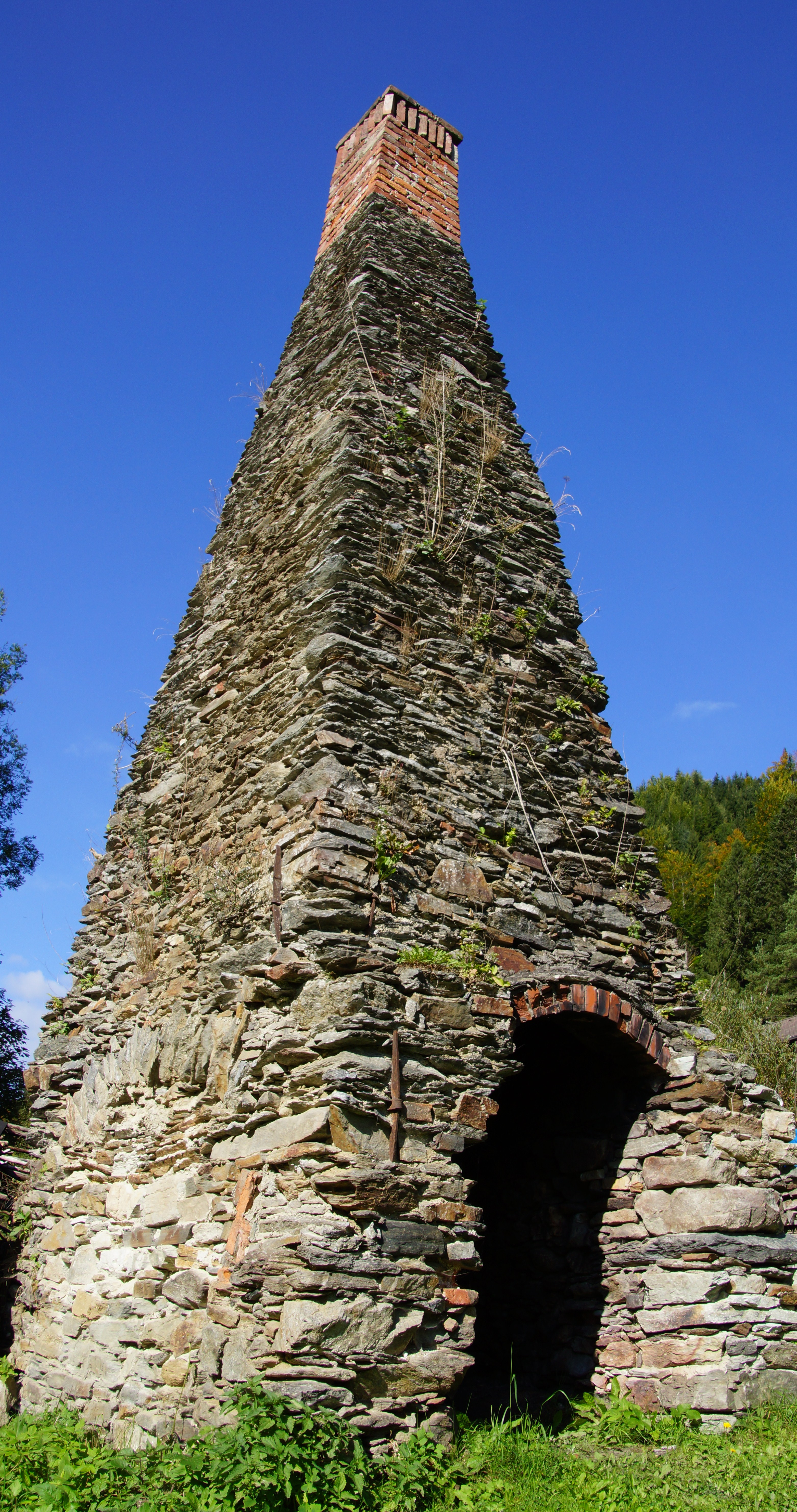
Esse des Sensenhammers in Gasen

Der Sensenhammer Gasen war ein Sensenwerk in der Gemeinde Gasen im Bezirk Weiz in der Steiermark. Die ehemalige Esse mit dem Kamin steht unter Denkmalschutz (Listeneintrag).

## Geschichte
Nach der Gewerbereform von 1859 und der Aufhebung der Zünfte wurden vor allem in der Steiermark zahlreiche Sensenwerke neu errichtet. Der Sensenhammer wurde wie auch jener in Arzberg bei Weiz von Franz Hauser neu errichtet und bereits in den 1870er Jahren an den Sensengewerken Daniel Steinbichler aus Türnitz verkauft und führte das Markenzeichen „Halbmond mit 3 Sternen“. Es folgten Hochwasserschäden und nach wenigen Jahren ein weiterer Verkauf an Georg und Theresia Wagner, die vormaligen Betreiber des Sensenhammers zu Kirchberg am Wechsel. Die Witwe Wagner verpachtete an die Gebrüder Münzer. Um 1900 scheint der Sensenhammer bereits außer Betrieb gewesen zu sein.

## Beschreibung
Der Essekamin besteht aus Bruchsteinmauerwerk, der Rauchfang hat oben einen geziegelten Abschluss.